# Луткице
Луткице (рус. The Тёлки) је руска телевизијска серија из 2022. године, која је у Србији приказивана на каналу РТС 1  од 16. октобра 2022. године. У Русији је емитована премијерно на стриминг платформи „More.tv” и „Винк”, а потом од 2. маја 2022. године и на каналу СТС.

## Радња серије
Главни јунак серије је Московљанин Андреј Миркин, двадесетседмогодишњи младић који води агенцију за односе са јавношћу, а свој успех и угодан живот дугује женама.
Радња је смештена у боемским ентеријерима московских ноћних клубова, шик ресторанима, канцеларијама и спаваћим собама, у којима Миркин трага за успехом и задовољством не размишљајући о томе колико је живота уништио на том на путу.
Међутим, у једном тренутку, када све изгледа превише добро да би било истинито, све око њега почиње да се руши и његов живот се претвара у пакао а овај харизматични преварант ће морати да се суочи са последицама својих поступака.

## Улоге

### Главне
- Милош Биковић као Андреј Миркин
- Љуба Аксенова као Вика
- Паулина Андрејева као Олга
- Оксана Акиншина као Лена
- Викторија Толстоганова као Жења
- Алексеј Агранович као Јуриј Петрович
- Алексеј Кравченко као Борис Борисович
- Ана Андрејевна као Рита
- Изабел Ејдлен као Варја
- Максим Стојанов као Губин
- Влад Соколовски као Денис